# Eimer Arévalo
Eimer Arévalo (Teorama, Norte de Santander, 26 de abril de 1984) es un futbolista colombiano que juega como defensa y su equipo actual es el Club Llaneros de la Categoría Primera B colombiana. 

## Clubes
| Club                 | País                | Año                 | Partidos | Goles |
| -------------------- | ------------------- | ------------------- | -------- | ----- |
| Real Santander       | Colombia            | 2007 - 2010         | 89       | 0     |
| Cúcuta Deportivo     | Colombia            | 2010 - 2011         | 17       | 0     |
| Atlético Bucaramanga | Colombia            | 2013 - 2014         | 84       | 1     |
| Club Llaneros        | Colombia            | 2015 - Presente     | 18       | 0     |
| Total en su carrera  | Total en su carrera | Total en su carrera | 206      | 1     |